# 이윤아 (아나운서)
이윤아(1984년 8월 21일(음력 7월 25일) ~ )는 대한민국의 아나운서이다. 2006년 미스코리아 서울 미에 선발된 뒤 2007년 9월, SBS 공채 17기 아나운서로 활동하기 시작하였다.

## 경력
- 2007년 SBS 공채 15기 아나운서
- SBS 콘텐츠전략본부 아나운서팀 · 차장
- 2023년 2월 ~ 2025년 2월 제20대 한국아나운서연합회 회장

## 수상
- 2006년 미스코리아 서울 미(美)

## 진행

### 현재

#### TV
- 《좋은 아침》 (2025년 1월 1일 ~ )

### 과거

#### TV
- 《모닝와이드》(평일 : 2011년 10월 10일 ~ 2013년 12월 20일 / 2014년 9월 1일 ~ 2016년 12월 16일, 주말 : 2011년 10월 ~ 2011년 12월 31일)
- 《TV 동물농장》 (2008년 6월 22일 ~ 2013년 12월 29일)
- 《좋은 아침 플러스 원》
- 《접속! 무비월드》
- 《기적의 승부사》 (2007 ~ 2008)
- 《한밤의 TV연예》
- 《순간포착 세상에 이런일이》 패널 (2014년 3월 14일 ~ 2024년 5월 25일)
- 《열린TV 시청자세상》
- 《SBS 뉴스퍼레이드》
- 《SBS 12 뉴스》 (2017년 1월 4일 ~ 1월 13일)
- 《SBS 뉴스 (1010)》(2018년 5월 28일 ~ 2019년 8월 30일)
- 《SBS 스포츠뉴스》 주말 앵커 (2020년 11월 7일 ~ 2021년 3월 14일)
- 《SBS 스포츠뉴스》 평일 앵커 (2021년 3월 4일 ~ 2022년 10월 28일)
- 《톡톡 정보 브런치》 (2021년 5월 7일 ~ 2022년 9월 30일)
- 《모닝와이드》(평일 : 2023년 5월 22일 ~ 5월 25일까지 / 2023년 5월 22일 ~ 5월 25일 / 2023년 7월 18일 ~ 2023년 7월 28일 / 2024년 8월 19일 ~ 2024년 8월 26일)[3]
- 건강 인생 점프업 (2024년 4월 20일 ~ 2024년 6월 15일)
- 《이경규의 경이로운 습관》 (2024년 9월 1일 ~ 2025년 4월 27일)

## 같이 보기
- 2006년 미스코리아
- 미스코리아 서울